# 銃眼

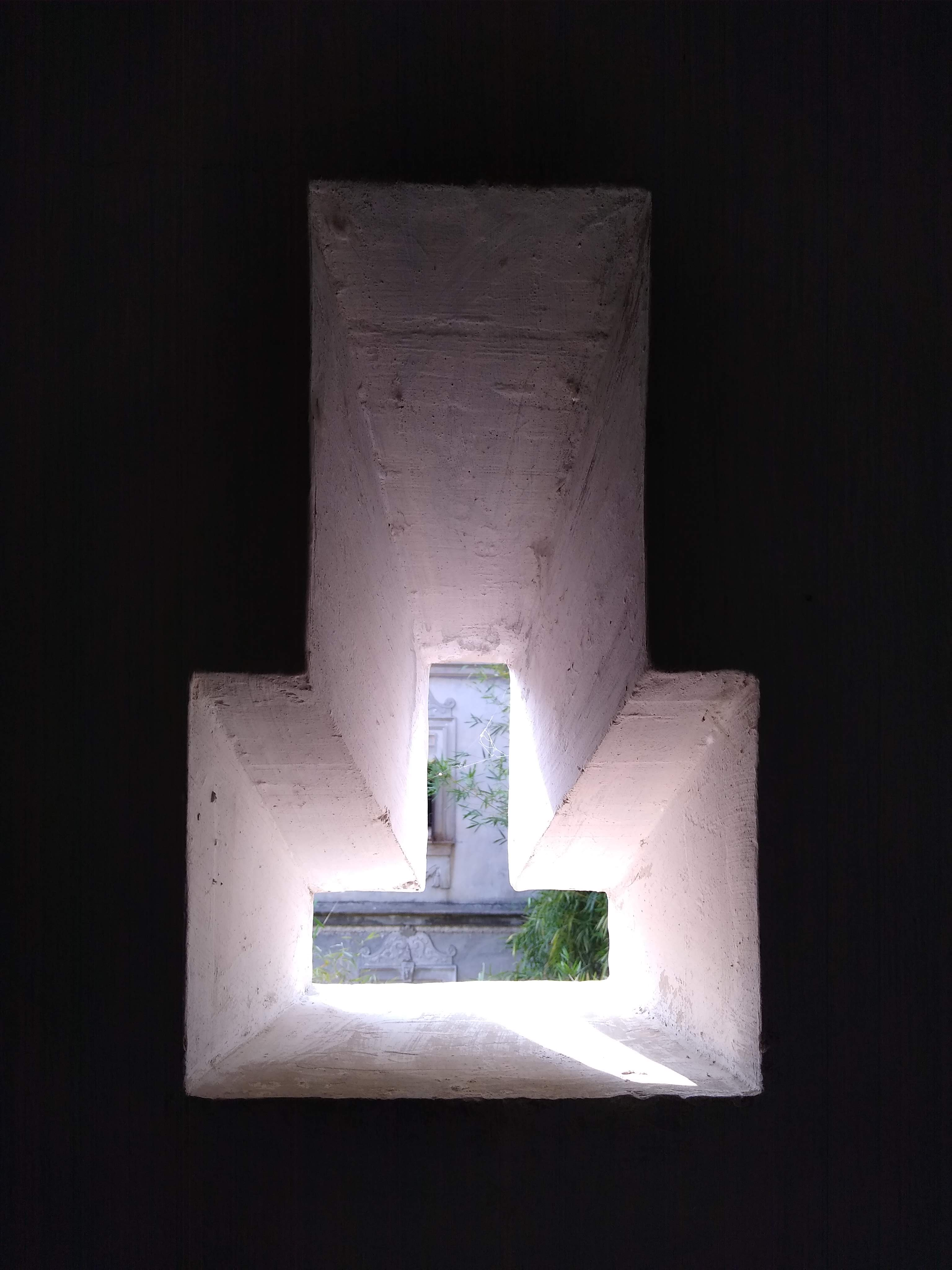
开平碉楼的射击孔

銃眼或稱射擊孔、射孔為中國傳統建築之牛馬牆（城牆與城壕之間的牆）、敵台（城牆上的防禦塔）、隘門或民居門樓牆上常見的小孔，外小內大，當門扇關閉時，可用火銃等火器向外射擊以防範入侵。清代民間富戶多自備大銃，以防萬一，而銃眼則正是因應此防禦武器所設置的建築方式。